# Euroleague Basketball 2016-2017 - Final Four
Le Final Four della Euroleague Basketball 2016-2017 sono state la 17ª edizione della fase conclusiva del torneo, da quando la competizione stessa è stata organizzata dalla Euroleague Basketball. Le partite della Final Four 2017 si sono svolte alla Sinan Erdem Dome di Istanbul il 19 e 21 maggio 2017. Il Fenerbahçe ha vinto la competizione, aggiudicandosi per la prima volta il titolo europeo

## Sede
Il 27 settembre 2016, Euroleague Basketball annuncia che le Final Four per la stagione 2016-2017 si terranno alla Sinan Erdem Dome di Istanbul. Il palazzetto ha una capacità di 22.500 posti per i concerti, mentre per eventi sportivi di pallacanestro e tennis ha una capacità di 16.647, il che la rende la più grande arena coperta della Turchia e la terza più grande in Europa. L'arena è intitolata a Sinan Erdem, il quale fu il presidente del comitato olimpico turco dal 1989 fino alla sua morte nel 2003.
| Istanbul               | Istanbul (Europa) |
| Sinan Erdem Dome       | Istanbul (Europa) |
| Posti a sedere: 16.647 | Istanbul (Europa) |
|                        | Istanbul (Europa) |

## Percorso verso le Final Four
| Squadra     | Regular season | Regular season | Regular season |                | Play-off | Play-off |
| Squadra     | Gruppo         | V              | P              | Avversaria     | Serie    |          |
| ----------- | -------------- | -------------- | -------------- | -------------- | -------- | -------- |
| Fenerbahçe  | 5ª             | 18             | 12             | Panathīnaïkos  | 0–3      |          |
| Real Madrid | 1ª             | 23             | 7              | Darüşşafaka    | 3–1      |          |
| CSKA Mosca  | 2ª             | 22             | 8              | Saski Baskonia | 3–0      |          |
| Olympiakos  | 3ª             | 19             | 11             | Anadolu Efes   | 3–2      |          |

## Tabellone
|  | Semifinali  | Semifinali  | Semifinali |            |            | Finale          | Finale          | Finale          |  |
|  |             |             |            |            |            |                 |                 |                 |  |
|  | Fenerbahçe  | Fenerbahçe  | 84         |            |            |                 |                 |                 |  |
|  | Fenerbahçe  | Fenerbahçe  | 84         |            |            |                 |                 |                 |  |
|  | Real Madrid | Real Madrid | 75         |            |            |                 |                 |                 |  |
|  | Real Madrid | Real Madrid | 75         |            | Fenerbahçe | Fenerbahçe      | 80              |                 |  |
|  |             |             |            |            | Fenerbahçe | Fenerbahçe      | 80              |                 |  |
|  |             |             | Olympiakos | Olympiakos | 64         |                 |                 |                 |  |
|  | CSKA Mosca  | CSKA Mosca  | Olympiakos | Olympiakos | 64         | 78              |                 |                 |  |
|  | CSKA Mosca  | CSKA Mosca  |            |            |            | 78              |                 |                 |  |
|  | Olympiakos  | Olympiakos  | 82         |            |            | Finale 3º posto | Finale 3º posto | Finale 3º posto |  |
|  | Olympiakos  | Olympiakos  | 82         |            |            |                 |                 |                 |  |
|  |             |             |            |            |            |                 |                 |                 |  |
|  |             |             |            |            |            | Real Madrid     | Real Madrid     | 70              |  |
|  |             |             |            |            |            | Real Madrid     | Real Madrid     | 70              |  |
|  |             |             |            |            |            | CSKA Mosca      | CSKA Mosca      | 94              |  |

## Semifinali

### Fenerbahçe - Real Madrid
| Arbitri: | Luigi Lamonica Borys Ryzhyk Oļegs Latiševs |

|                                          |            |                                 |
| Udoh 18 Bogdanović 14 Veselý, Kalinić 12 | Punti      | 28 Llull 21 Carroll 8 Thompkins |
| Udoh 8                                   | Assist     | 7 Llull                         |
| Udoh 12                                  | Rimbalzi   | 8 Hunter                        |
| Željko Obradović                         | Allenatori | Pablo Laso                      |

| Quintetto titolare | Quintetto titolare | Quintetto titolare | Pt   | Rim  | Ass  |
| ------------------ | ------------------ | ------------------ | ---- | ---- | ---- |
| P                  | 35                 | Bobby Dixon        | 9    | 1    | 3    |
| G                  | 13                 | Bogdan Bogdanović  | 14   | 6    | 1    |
| AP                 | 33                 | Nikola Kalinić     | 12   | 6    | 6    |
| AG                 | 24                 | Jan Veselý         | 12   | 3    | 3    |
| C                  | 8                  | Ekpe Udoh          | 18   | 12   | 8    |
| Panchina:          |                    |                    |      |      |      |
| G                  | 10                 | Melih Mahmutoğlu   | n.e. | n.e. | n.e. |
| C                  | 12                 | Pero Antić         | n.e. | n.e. | n.e. |
| AG                 | 15                 | Anthony Bennett    | n.e. | n.e. | n.e. |
| P                  | 16                 | Kōstas Sloukas     | 9    | 3    | 1    |
| AP                 | 21                 | James Nunnally     | 2    | 1    | 2    |
| C                  | 44                 | Ahmet Düverioğlu   | n.e. | n.e. | n.e. |
| AP                 | 70                 | Luigi Datome       | 8    | 1    | 0    |
| Allenatore:        |                    |                    |      |      |      |
| Željko Obradović   |                    |                    |      |      |      |

| Fenerbahçe |  | Real Madrid |

| Quintetto titolare | Quintetto titolare | Quintetto titolare | Pt   | Rim  | Ass  |
| ------------------ | ------------------ | ------------------ | ---- | ---- | ---- |
| P                  | 7                  | Luka Dončić        | 0    | 2    | 3    |
| G                  | 23                 | Sergio Llull       | 28   | 1    | 8    |
| AP                 | 8                  | Jonas Mačiulis     | 0    | 0    | 1    |
| AG                 | 3                  | Anthony Randolph   | 7    | 2    | 0    |
| C                  | 14                 | Gustavo Ayón       | 2    | 4    | 0    |
| Panchina:          |                    |                    |      |      |      |
| P                  | 4                  | Dontaye Draper     | 0    | 0    | 1    |
| G                  | 5                  | Rudy Fernández     | 0    | 1    | 0    |
| AG                 | 9                  | Felipe Reyes       | n.e. | n.e. | n.e. |
| G                  | 20                 | Jaycee Carroll     | 21   | 1    | 0    |
| C                  | 21                 | Othello Hunter     | 6    | 7    | 0    |
| AG                 | 33                 | Trey Thompkins     | 8    | 3    | 0    |
| AP                 | 34                 | Jeffery Taylor     | 3    | 0    | 0    |
| Allenatore:        |                    |                    |      |      |      |
| Pablo Laso         |                    |                    |      |      |      |

### CSKA Mosca - Olympiacos
| Arbitri: | Daniel Hierrezuelo Damir Javor Robert Lottermoser |

|                                   |            |                                                                       |
| Teodosić 23 De Colo 16 Jackson 12 | Punti      | 14 Spanoulīs, Printezīs, Papanikolaou 12 Mantzarīs 8 Green, Agravanīs |
| De Colo 3                         | Assist     | 6 Spanoulīs                                                           |
| Chrjapa 8                         | Rimbalzi   | 9 Papanikolaou                                                        |
| Dīmītrīs Itoudīs                  | Allenatori | Giannīs Sfairopoulos                                                  |

| Quintetto titolare | Quintetto titolare | Quintetto titolare | Pt   | Rim  | Ass  |
| ------------------ | ------------------ | ------------------ | ---- | ---- | ---- |
| P                  | 1                  | Nando de Colo      | 16   | 1    | 3    |
| G                  | 9                  | Aaron Jackson      | 12   | 0    | 1    |
| AP                 | 41                 | Nikita Kurbanov    | 2    | 2    | 0    |
| AG                 | 20                 | Andrej Voroncevič  | 2    | 4    | 0    |
| C                  | 42                 | Kyle Hines         | 8    | 3    | 0    |
| Panchina:          |                    |                    |      |      |      |
| P                  | 4                  | Miloš Teodosić     | 23   | 2    | 1    |
| C                  | 6                  | James Augustine    | 6    | 6    | 0    |
| AP                 | 7                  | Vitalij Fridzon    | 0    | 0    | 0    |
| AG                 | 11                 | Semën Antonov      | n.e. | n.e. | n.e. |
| C                  | 19                 | Joel Freeland      | n.e. | n.e. | n.e. |
| G                  | 22                 | Cory Higgins       | 6    | 6    | 0    |
| AG                 | 31                 | Viktor Chrjapa     | 3    | 8    | 2    |
| Allenatore:        |                    |                    |      |      |      |
| Dīmītrīs Itoudīs   |                    |                    |      |      |      |

| CSKA Mosca |  | Olympiacos |

| Quintetto titolare   | Quintetto titolare | Quintetto titolare   | Pt   | Rim  | Ass  |
| -------------------- | ------------------ | -------------------- | ---- | ---- | ---- |
| P                    | 17                 | Vaggelīs Mantzarīs   | 12   | 6    | 3    |
| G                    | 7                  | Vasilīs Spanoulīs    | 14   | 1    | 6    |
| AP                   | 16                 | Kōstas Papanikolaou  | 14   | 9    | 1    |
| AG                   | 15                 | Giōrgos Printezīs    | 14   | 7    | 1    |
| C                    | 11                 | Nikola Milutinov     | 5    | 2    | 2    |
| Panchina:            |                    |                      |      |      |      |
| P                    | 1                  | Erick Green          | 8    | 1    | 0    |
| C                    | 2                  | Khem Birch           | 4    | 4    | 0    |
| C                    | 4                  | Patric Young         | 0    | 1    | 0    |
| P                    | 5                  | Vassilis Toliopoulos | n.e. | n.e. | n.e. |
| AG                   | 6                  | Iōannīs Papapetrou   | 3    | 2    | 2    |
| P                    | 9                  | Dominic Waters       | n.e. | n.e. | n.e. |
| C                    | 10                 | Dīmītrīs Agravanīs   | 8    | 7    | 0    |
| Allenatore:          |                    |                      |      |      |      |
| Giannīs Sfairopoulos |                    |                      |      |      |      |

## Finali

### Finale 3º/4º posto
Il CSKA Mosca ha vinto la penultima gara del torneo, battendo il Real Madrid, assicurandosi così il terzo posto e finendo la stagione con il miglior record, 26 vittorie e solo 9 sconfitte. Un fattore significativo per la vittoria della squadra russa, è stata l'alta percentuale del tiro da tre punti. Il CSKA ha condotto la gara fin dall'inizio, prendendo subito un vantaggio di cinque punti e resistendo al rientro del Real Madrid, riuscendo a finire il primo quarto in vantaggio per 23-10. Negli altri tre quarti, il CSKA è riuscito a mantenere agevolmente il vantaggio, concludendo la partita con ben ventiquattro punti di distacco dal Real Madrid, vincendo per 94-70
| Arbitri: | Damir Javor Milivoje Jovčić Fernando Rocha |

|                                    |            |                                                  |
| Ayón, Mačiulis 11 Taylor 8 Llull 7 | Punti      | 14 Hines 13 De Colo, Jackson 12 Fridzon, Higgins |
| Llull 4                            | Assist     | 6 Teodosić                                       |
| Ayón 6                             | Rimbalzi   | 7 Hines                                          |
| Pablo Laso                         | Allenatori | Dīmītrīs Itoudīs                                 |

| Quintetto titolare | Quintetto titolare | Quintetto titolare | Pt | Rim | Ass |
| ------------------ | ------------------ | ------------------ | -- | --- | --- |
| P                  | 23                 | Sergio Llull       | 7  | 0   | 4   |
| G                  | 8                  | Jonas Mačiulis     | 11 | 3   | 1   |
| AP                 | 34                 | Jeffery Taylor     | 8  | 1   | 0   |
| AG                 | 3                  | Anthony Randolph   | 4  | 3   | 0   |
| C                  | 14                 | Gustavo Ayón       | 11 | 6   | 3   |
| Panchina:          |                    |                    |    |     |     |
| P                  | 4                  | Dontaye Draper     | 5  | 0   | 0   |
| G                  | 5                  | Rudy Fernández     | 4  | 0   | 2   |
| AP                 | 6                  | Andrés Nocioni     | 4  | 3   | 1   |
| P                  | 7                  | Luka Dončić        | 6  | 4   | 2   |
| AG                 | 9                  | Felipe Reyes       | 5  | 2   | 1   |
| G                  | 20                 | Jaycee Carroll     | 3  | 0   | 1   |
| AG                 | 33                 | Trey Thompkins     | 2  | 2   | 0   |
| Allenatore:        |                    |                    |    |     |     |
| Pablo Laso         |                    |                    |    |     |     |

| Real Madrid |  | CSKA Mosca |

| Quintetto titolare | Quintetto titolare | Quintetto titolare | Pt | Rim | Ass |
| ------------------ | ------------------ | ------------------ | -- | --- | --- |
| P                  | 1                  | Nando de Colo      | 13 | 4   | 4   |
| G                  | 9                  | Aaron Jackson      | 13 | 2   | 5   |
| AP                 | 41                 | Nikita Kurbanov    | 2  | 0   | 0   |
| AG                 | 20                 | Andrej Voroncevič  | 10 | 6   | 0   |
| C                  | 42                 | Kyle Hines         | 14 | 7   | 1   |
| Panchina:          |                    |                    |    |     |     |
| P                  | 4                  | Miloš Teodosić     | 7  | 1   | 6   |
| C                  | 6                  | James Augustine    | 4  | 3   | 0   |
| AP                 | 7                  | Vitalij Fridzon    | 12 | 3   | 2   |
| AG                 | 11                 | Semën Antonov      | 3  | 1   | 0   |
| C                  | 19                 | Joel Freeland      | 1  | 2   | 0   |
| G                  | 22                 | Cory Higgins       | 12 | 3   | 3   |
| AG                 | 30                 | Michail Kulagin    | 3  | 0   | 0   |
| Allenatore:        |                    |                    |    |     |     |
| Dīmītrīs Itoudīs   |                    |                    |    |     |     |

### Finale
Il Fenerbahçe arriva per la seconda volta consecutiva alla finale di Eurolega, dopo aver perso l'anno precedente con il CSKA Mosca. L'Olympiacos invece torna in finale dopo due anni dalla sconfitta in finale nell'edizione 2014-2015
Nei primi due quarti del match, le squadre si sono equivalse. Il Fenerbahçe parte forte con un parziale di 5-1, parziale al quale l'Olympiacos risponde con cinque punti di fila, perdendo però poco dopo il vantaggio, senza riuscire a riguadagnarlo fino al termine della partita. Il primo quarto si chiude con il Fenerbahçe in vantaggio di otto punti (26-18), distacco che viene poi ridotto a cinque punti a metà partita, con il punteggio di 39-34. Fenerbahçe guadagna la testa del match nel terzo quarto, arrivando ad un vantaggio di dodici punti alla fine del terzo quarto, con il punteggio di 60-48. Il parziale di 11-2 per il Fenerbahçe all'inizio del quarto quarto, assicura alla squadra turca la vittoria della partita e del suo primo titolo europeo. La partita si conclude con il punteggio di 80-64. Il Fenerbahçe è sempre stato in vantaggio al termine di ogni quarto, portando il coach Željko Obradović alla nona vittoria della EuroLeague. Il Fenerbahçe diventa inoltre la prima squadra turca a vincere l'EuroLeague.
Bogdan Bogdanović e Nikola Kalinić concludono la partita con 17 punti segnati, mentre Ekpe Udoh stabilisce il nuovo record di stoppate in finale grazie alle sue cinque stoppate. Udoh viene inoltre nominato MVP delle Final Four.
| Arbitri: | Daniel Hierrezuelo Borys Rhyzhyk Oļegs Latiševs |

|                                          |            |                                              |
| Bogdanović, Kalinić 17 Datome 11 Udoh 10 | Punti      | 14 Birch 10 Milutinov 9 Spanoulīs, Mantzarīs |
| Kalinić, Sloukas 5                       | Assist     | 8 Spanoulīs                                  |
| Udoh 9                                   | Rimbalzi   | 5 Papanikolaou                               |
| Željko Obradović                         | Allenatori | Giannīs Sfairopoulos                         |

| Quintetto titolare | Quintetto titolare | Quintetto titolare | Pt | Rim | Ass |
| ------------------ | ------------------ | ------------------ | -- | --- | --- |
| P                  | 35                 | Bobby Dixon        | 8  | 2   | 2   |
| G                  | 13                 | Bogdan Bogdanović  | 17 | 5   | 1   |
| AP                 | 33                 | Nikola Kalinić     | 17 | 5   | 5   |
| AG                 | 24                 | Jan Veselý         | 8  | 8   | 2   |
| C                  | 8                  | Ekpe Udoh          | 10 | 9   | 4   |
| Panchina:          |                    |                    |    |     |     |
| G                  | 10                 | Melih Mahmutoğlu   | 0  | 0   | 0   |
| C                  | 12                 | Pero Antić         | 4  | 1   | 1   |
| AG                 | 15                 | Anthony Bennett    | 0  | 0   | 0   |
| P                  | 16                 | Kōstas Sloukas     | 3  | 1   | 5   |
| AP                 | 21                 | James Nunnally     | 2  | 1   | 0   |
| C                  | 44                 | Ahmet Düverioğlu   | 0  | 0   | 0   |
| AP                 | 70                 | Luigi Datome       | 11 | 6   | 0   |
| Allenatore:        |                    |                    |    |     |     |
| Željko Obradović   |                    |                    |    |     |     |

| Fenerbahçe |  | Olympiacos |

| Vincitrice Euroleague Basketball 2016-2017 |
| ------------------------------------------ |
| Fenerbahçe 1º titolo                       |

| Quintetto titolare   | Quintetto titolare | Quintetto titolare   | Pt | Rim | Ass |
| -------------------- | ------------------ | -------------------- | -- | --- | --- |
| P                    | 17                 | Vaggelīs Mantzarīs   | 9  | 1   | 3   |
| G                    | 7                  | Vasilīs Spanoulīs    | 9  | 2   | 8   |
| AP                   | 16                 | Kōstas Papanikolaou  | 3  | 5   | 3   |
| AG                   | 15                 | Giōrgos Printezīs    | 7  | 1   | 1   |
| C                    | 2                  | Khem Birch           | 14 | 0   | 0   |
| Panchina:            |                    |                      |    |     |     |
| P                    | 1                  | Erick Green          | 7  | 4   | 0   |
| C                    | 4                  | Patric Young         | 0  | 0   | 0   |
| P                    | 5                  | Vassilis Toliopoulos | 3  | 0   | 0   |
| AG                   | 6                  | Iōannīs Papapetrou   | 0  | 2   | 0   |
| P                    | 9                  | Dominic Waters       | 2  | 1   | 1   |
| C                    | 10                 | Dīmītrīs Agravanīs   | 0  | 3   | 1   |
| C                    | 11                 | Nikola Milutinov     | 10 | 4   | 1   |
| Allenatore:          |                    |                      |    |     |     |
| Giannīs Sfairopoulos |                    |                      |    |     |     |